# SB19
SB19 é uma boyband filipina formada em 2018, composta por Pablo, Josh, Stell, Ken e Justin. Eles são reconhecidos como um dos maiores nomes do Pinoy pop. É gerenciado pela 1Z Entertainment e tem suas músicas distribuidas pela Sony Music das Filipinas. 
Em 2021, eles se tornaram o primeiro ato do Sudeste Asiático a ser indicado ao Billboard Music Awards na categoria Top Social Artist e o primeiro da região a aparecer no top 10 da Billboard Social 50. 

## História
Em 2016, a ShowBT Philippines, uma subsidiária da empresa coreana ShowBT Group, realizou uma busca por talentos com o objetivo de localizar o K-pop em outros países asiáticos.
Os candidatos passaram por um rigoroso treinamento inspirado no modelo sul-coreano, incluindo preparação física e "desenvolvimento de personalidade". Os trainees que não atingiam os padrões eram dispensados, até que os sete membros finais foram escolhidos. O treinamento continuou com jornadas de trabalho de mais de nove horas por dia; dos sete membros, Stell permaneceu com a ShowBT, três desistiram, e Pablo, Josh e Justin saíram, mas mudaram de ideia e retornaram. Ken, um candidato anterior, também se juntou ao grupo. Esses cinco se tornaram os membros atuais do SB19. Pablo — inicialmente com o nome artístico Sejun — é o líder da banda. 

O SB19 estreou em 26 de outubro de 2018 com o single "Tilaluha", uma balada sentimental. Em seguida, lançaram seu segundo single, de ritmo acelerado, "Go Up", em 19 de julho de 2019. O grupo recebeu pouca atenção após essa reestruturação, e seus membros começaram a desanimar. Estavam à beira de decidir se separar, mas alguns meses depois do lançamento da música, o vídeo de prática de dança de "Go Up" viralizou no Twitter e no Facebook, permitindo que o SB19 conquistasse espaço na televisão e no rádio das Filipinas. Essa nova oportunidade levou o grupo a usar as redes sociais como estratégia para ganhar reconhecimento e começar a planejar uma turnê.

## Álbuns de estúdio
| Título | Detalhes | Ref. |
| ------ | --- | ---- |
| [[]]   | - Lançamento: 31 de julho de 2020 - Gravadora: Sony Music Philippines - Formato: CD, digital download, streaming |      |

## EPs
| Título    | Detalhes | Ref. |
| --------- | --- | ---- |
| Pagsibol  | - Lançamento: 22 de julho de 2022 - Gravadora: Sony Music Philippines - Formato: CD, digital download, streaming |      |
| Pagtatag! | - Lançamento: 9 de junho de 2023 - Gravadora: Sony Music Philippines - Formato: Digital download, streaming      |      |